# I Nomadi (album 1968)
I Nomadi è il secondo album in studio del omonimo gruppo musicale italiano, pubblicato in Italia dalla Columbia nel 1968.

## Il disco
Dopo aver cercato a lungo un titolo adeguato per il loro nuovo album, i Nomadi decisero di chiamarlo con il proprio nome. Il disco, come il precedente, raccoglie pezzi già editi su 45 giri, cover, e brani inediti. Ancora una volta, buona parte dei pezzi sono di Francesco Guccini. I brani tratti dai 45 giri, però, furono reincisi, mantenendo tuttavia gli stessi arrangiamenti, con solo poche differenze.
L'arrangiamento di Ho difeso il mio amore è di Maurizio Vandelli, Vince Tempera è l'arrangiatore e direttore d'orchestra di È giorno ancora, Ophelia, Il nome di lei, Giorno d'estate, Per quando è tardi.
Con lo stesso nome è stata pubblicata una raccolta nel 1980. È l'ultimo album con Gianni Coron al basso e Bila Copellini alla batteria.

## Tracce
Lato A
1. Ho difeso il mio amore – 4:01 (testo: Daniele Pace – musica: Justin Hayward)
2. È giorno ancora – 1:52 (Francesco Guccini)
3. Insieme io e lei (cover di "Days" dei Kinks) – 2:36 (testo: Toni Verona – musica: Ray Davies)
4. Un figlio dei fiori non pensa al domani (cover di "Death of a Clown" dei Kinks) – 3:03 (testo: Francesco Guccini – musica: Dave Davies)
5. Ophelia – 3:14 (Francesco Guccini)
6. Vola bambino (cover di Hi Ho Silver Lining) – 2:45 (testo: Mogol – musica: Larry Weiss, Scott English)

Durata totale: 17:31
Lato B
1. Il nome di lei (cover di "Gotta See Jane") – 2:44 (testo: Paolo Dossena – musica: Edward Holland, Jr., R. Dean Taylor, Ronald Miller)
2. Giorno d'estate – 3:21 (Francesco Guccini)
3. Per quando è tardi – 2:57 (Francesco Guccini)
4. Monna Cristina – 2:44 (Franco Fabbri, Toni Verona)
5. Canto d'amore – 2:33 (Aiax, Toni Verona)
6. Canzone per un'amica – 2:58 (Francesco Guccini)

Durata totale: 17:17

## Formazione
- Augusto Daolio - voce
- Beppe Carletti - tastiere
- Franco Midili - chitarre
- Gianni Coron - basso
- Bila Copellini - batteria